# Galeodopsis
Galeodopsis är ett släkte av spindeldjur. Galeodopsis ingår i familjen Galeodidae.
Kladogram enligt Catalogue of Life:
| Galeodopsis | \| \| Galeodopsis bilkjeviczi \| \| \| \| \| \| Galeodopsis birulae \| \| \| \| \| \| Galeodopsis cyrus \| \| \| \| \| \| Galeodopsis strandi \| \| \| \| \| \| Galeodopsis tripolitanus \| \| \| \| |
|             | \| \| Galeodopsis bilkjeviczi \| \| \| \| \| \| Galeodopsis birulae \| \| \| \| \| \| Galeodopsis cyrus \| \| \| \| \| \| Galeodopsis strandi \| \| \| \| \| \| Galeodopsis tripolitanus \| \| \| \| |
|             | Galeodes |
|             | |
|             | Galeodumus |
|             | |
|             | Gluviema |
|             | |
|             | Othoes |
|             | |
|             | Paragaleodes |
|             | |
|             | Paragaleodiscus |
|             | |
|             | Roeweriscus |
|             | |
|             | Zombis |
|             | |
|             | Galeodopsis bilkjeviczi |
|             | |
|             | Galeodopsis birulae |
|             | |
|             | Galeodopsis cyrus |
|             | |
|             | Galeodopsis strandi |
|             | |
|             | Galeodopsis tripolitanus |
|             | |

|  | Galeodopsis bilkjeviczi  |
|  |                          |
|  | Galeodopsis birulae      |
|  |                          |
|  | Galeodopsis cyrus        |
|  |                          |
|  | Galeodopsis strandi      |
|  |                          |
|  | Galeodopsis tripolitanus |
|  |                          |